# Space Hulk: Vengeance of the Blood Angels
Space Hulk: Vengeance of the Blood Angels ist ein 1995 veröffentlichtes taktisches Action-Computerspiel von Electronic Arts und der Nachfolger zu Space Hulk. Es basiert auf dem gleichnamigen Brettspiel von Games Workshop und spielt in der Welt des Rollenspiel-Universums Warhammer 40.000. Der Spieler steuert darin eine Gruppe Weltraumsoldaten im Kampf gegen feindliche Aliens. Es erschien für 3DO, MS-DOS, Windows, PlayStation und Sega Saturn.

## Handlung
Ein riesiges Raumschiffwrack, ein sogenanntes Space Hulk, befindet sich auf Kollisionskurs mit dem Planeten Delvar 3. An Bord des Space Hulks befinden sich Aliens vom Volk der Genestealers, die bevorzugt wehrlose Kolonien überfallen, um mit den Kolonisten ihren Genpool zu befüllen und sich so zu reproduzieren. Der Spieler soll mit seinem Trupp Terminatoren den Kurs des Space Hulks ändern und so die Kolonie vor der Auslöschung bewahren.

## Spielprinzip
Es gibt mehrere unterschiedliche Spielmodi. Der Space-Hulk-Originals-Modus umfasst Umsetzungen des originalen Brettspiels, der Space-Hulk-Classic-Modus Missionen aus dem Vorgänger von 1993. Die Famous-Missionen stellen besondere Herausforderungen mit einer Rangliste dar. Der vierte Modus ist die Story-Kampagne, bestehend aus 20 Missionen.
Der Spieler erhält das Kommando über zunächst einen Terminatoren aus dem Space-Marine-Orden der Blood Angels, die den Space Hulk auf neuen Kurs bringen sollen. Er bewegt seinen Terminator in Echtzeit aus einer First-Person-Perspektive durch die verwinkelten Gänge und bekämpft gegnerische Aliens, hauptsächlich aus dem Volk der Genestealers, aber auch Hybriden oder Chaos Space Marines. Anfänglich zunächst reiner Befehlsempfänger, steigt der Spieler mit der Zeit im Rang und erhält dadurch später das Kommando über alle im Level aktiven Space Marines. Mit jedem erfolgreich absolvierten Level werden die Space Marines stärker. Allerdings entfällt im Vergleich zum Vorgänger die freie Auswahl der Waffen vor Missionsbeginn. Um den eigenen Trupp in Ruhe koordinieren zu können, kann der Spieler auf eine taktische Überblickskarte wechseln. Für begrenzte Zeit wird dort die Zeit angehalten und der Spieler kann seinen Soldaten Anweisungen in Form einer Befehlskette geben. Nach Ablauf der Zeit wechselt die Ansicht wieder in die Ego-Perspektive des zuletzt ausgewählten Space Marines. Die Missionsziele variieren vom Sammeln bestimmter Gegenstände, dem Versiegeln von Durchgängen bis zur vollständigen Säuberung ganzer Areale von Gegnern.

## Rezeption
Space Hulk: Vengeance of the Blood Angels erhielt meist wohlwollende Kritiken.

„Endlich mal ein 3-D-Actionspiel, das auch strategische Elemente berücksichtigt!“

„Intelligente Mischung aus Ballerei und Strategie, der [sic!] taktische Fehler übel nimmt.“

„Overall, Space Hulk is a solid title and, while not exactly the most original game ever made, is still great fun.“

„Unterm Strich ist Space Hulk ein solider Titel und, wenngleich nicht unbedingt das originellste Spiel aller Zeiten, immer noch ein großartiger Spaß.“